# Lafayette (Tennessee)
Lafayette város az Amerikai Egyesült Államok Tennessee államában, Macon megyében, melynek megyeszékhelye is. Lakosainak száma 5584 fő (2020. április 1.).

## Népesség
A település népességének változása:

| 2010 | 4 474 |
| 2020 | 5 584 |